# 敏捷控股
敏捷控股有限公司，簡稱敏捷控股（英語：Nimble Holdings Company Limited，港交所：0186），前身為「嘉域集團有限公司」，在1990年9月5日於開曼群島註冊，現時由百慕達註冊，也就是由隆輝集團有限公司換取上市。自2007年以來年年虧損，加上涉聯營違約須賠償3.7億元，債權人於2011年5月30日向香港高等法院申請清盤。
業務當時經營電子音響產品。主要品牌山水、雅佳、中道等。旗下聯營公司包括艾默生電子股份有限公司、新加坡隆輝集團股份有限公司等。總部位於香港九龍觀塘道398號嘉域大廈12樓，以及新加坡海王東方大廈12樓01室亞歷山大道456號，119962。
2012年，嘉域集團被指以低價出售持有的嘉域大廈。

## 旗下公司
英屬維爾京群島
- The Grande (Nominees) Limited（投資控股）
- Grande N.A.K.S. Ltd（投資控股）
- Unijoy Limited（投資控股）
- Capetronic Display Devices Holdings Limited（投資控股）
- Hi-Tech Precision Products Ltd（投資控股）
- S&T International Distribution Limited（投資控股）
- Tomei Kawa Electronics International Limited（商標特許）
- Sansui Enterprises Limited（商標特許）
- Nakamichi Enterprises Limited（商標特許）
- Innovative Capital Ltd（企業融資及投資控股）
- Sansui Acoustics Research Corporation（持有品牌及商標及特許權）
- TWD Industrial Company Limited（持有品牌及商標及特許權）
- Phenomenon Agents Limited（持有品牌及商標及特許權）

日本
- Akai Electric Co., Ltd.（影音產品貿易）

新加坡
- Akai Sales Pte. Ltd.（商標特許）

美國
- Emerson Radio Corp（分銷家庭電器及產品）

## 連結
- GrandeHoldings.com （页面存档备份，存于）